# Loïse Lavallée
 (août 2011).
Si vous disposez d'ouvrages ou d'articles de référence ou si vous connaissez des sites web de qualité traitant du thème abordé ici, merci de compléter l'article en donnant les références utiles à sa vérifiabilité et en les liant à la section « Notes et références ».
Loïse Lavallée (née le 4 mai 1948 à Montréal) est une écrivaine québécoise.

## Biographie
Loïse Lavallée réside dans l'Outaouais.  Elle détient une maîtrise en littérature française de l’Université de Montréal et travaille en formation linguistique. Elle est l’auteure de deux recueils de poésie, deux récits et trois livres pour la jeunesse.  De plus, elle a publié des textes divers dans des collectifs et des revues littéraires.[réf. nécessaire]